# Lista de prêmios e indicações recebidos por Dean
Esta é uma lista de prêmios e indicações recebidos por Dean , um cantor e compositor sul-coreano de R&B alternativo e produtor musical. Em 2016, ele lançou seu primeiro EP, 130 mood: TRBL, que recebeu indicações no Korean Music Awards e no Korean Hip-Hop Awards como Melhor Álbum de R&B & Soul e Álbum do ano, com três singles do álbum recebendo várias indicações; "Pour Up" ganhou como melhor canção R&B & Soul no Korean Music Awards, "21" recebeu indicação para a mesma categoria, seu single de sucesso "D (Half Moon)" recebeu uma indicação ao prêmio de Song of the Year (Canção do Ano) no MAMA, e Melhor Canção de R&B/Soul no MelOn Music Awards, e ganhou o Korean Hip-Hop Awards de canção R&B do ano.
Dean também colaborou com muitos artistas, o que lhe rendeu duas vitórias em Programas de música da Coreia do Sul.

## Gaon Chart Music Awards
| Ano  | Destinatário                                          | Prêmio                      | Resultado | Ref   |
| ---- | ----------------------------------------------------- | --------------------------- | --------- | ----- |
| 2016 | "Starlight" (Taeyeon com participação de Dean)        | Song of the Year – June     | Indicado  | [ 1 ] |
| 2016 | "And July" (Heize com participação de Dean & DJ Friz) | Song of the Year – Julho    | Indicado  | [ 1 ] |
| 2016 | Dean                                                  | Discovery of the Year – R&B | Venceu    |       |
| 2018 | "Instagram"                                           | Song of the Year – Dezembro | Indicado  |       |

## Korean Music Awards
| Ano  | Destinatário   | Prêmio                 | Resultado | Ref         |
| ---- | -------------- | ---------------------- | --------- | ----------- |
| 2016 | "Pour Up"      | Best R&B and Soul Song | Venceu    | [ 2 ] [ 3 ] |
| 2017 | 130 mood: TRBL | Best R&B & Soul Album  | Indicado  | [ 4 ] [ 5 ] |
| 2017 | "21"           | Best R&B & Soul Song   | Indicado  | [ 4 ] [ 5 ] |

## Korean Hip-Hop Awards
| Ano  | Destinatário                                               | Prêmio                    | Resultado | Ref         |
| ---- | ---------------------------------------------------------- | ------------------------- | --------- | ----------- |
| 2017 | Dean                                                       | Artist of the Year        | Indicado  | [ 6 ] [ 7 ] |
| 2017 | 130 mood: TRBL                                             | Album of the Year         | Indicado  | [ 6 ] [ 7 ] |
| 2017 | "D (Half Moon)"                                            | R&B Track of the Year     | Venceu    | [ 6 ] [ 7 ] |
| 2017 | "Bermuda Triangle" (Zico com participação de Dean & Crush) | Collaboration of the Year | Indicado  | [ 6 ] [ 7 ] |
| 2017 | "And July" (Heize com participação de & DJ Fritz)          | Collaboration of the Year | Indicado  | [ 6 ] [ 7 ] |
| 2018 | "Gold" (offonoff com participação de Dean)                 | R&B Track of the Year     | Venceu    | [ 8 ]       |

## MBC Plus X Genie Music Awards
| Ano  | Destinatário | Prêmio                       | Resultado | Ref          |
| ---- | ------------ | ---------------------------- | --------- | ------------ |
| 2018 | Dean         | Artist of the Year           | Pendente  | [ 9 ] [ 10 ] |
| 2018 | Dean         | Male Artist Award            | Pendente  | [ 9 ] [ 10 ] |
| 2018 | Dean         | Genie Music Popularity Award | Pendente  | [ 9 ] [ 10 ] |

## MelOn Music Awards
| Ano  | Destinatário                                               | Prêmio                 | Resultado | Ref    |
| ---- | ---------------------------------------------------------- | ---------------------- | --------- | ------ |
| 2016 | "D (Half Moon)"                                            | Best R&B/Soul Song     | Indicado  | [ 11 ] |
| 2017 | "Bermuda Triangle" (Zico com participação de Dean & Crush) | Best Rap/Hip Hop Award | Indicado  | [ 12 ] |

## Mnet Asian Music Awards
| Ano  | Destinatário       | Prêmio                           | Resultado | Ref    |
| ---- | ------------------ | -------------------------------- | --------- | ------ |
| 2016 | Dean               | Best Vocal Performance Male Solo | Indicado  | [ 13 ] |
| 2016 | "D (Half Moon)"    | Song of the Year                 | Indicado  | [ 13 ] |
| 2017 | "Come Over"        | Song of the Year                 | Indicado  | [ 14 ] |
| 2017 | "Come Over"        | Best Rap Performance             | Indicado  | [ 14 ] |
| 2018 | Dean               | Artist of the Year               | Pendente  |        |
| 2018 | "Instagram"        | Song of the Year                 | Pendente  |        |
| 2018 | Dean               | Best Male Artist                 | Pendente  |        |
| 2018 | "Instagram"        | Best Rap Performance             | Pendente  |        |
| 2018 | Deanfluenza (DEAN) | Best Composer of the Year:       | Venceu    |        |

## Seoul Music Awards
| Ano  | Destinatário | Prêmio               | Resultado | Ref    |
| ---- | ------------ | -------------------- | --------- | ------ |
| 2018 | Dean         | Bonsang Award        | Indicado  | [ 15 ] |
| 2018 | Dean         | Popularity Award     | Indicado  | [ 15 ] |
| 2018 | Dean         | Hallyu Special Award | Indicado  | [ 15 ] |

## Programas de música

### Inkigayo
Inkigayo (인기가요; The Music Trend) é um programa de televisão musical sul-coreano transmitido pela Seoul Broadcasting System (SBS).
| Ano  | Data           | Canção                                                     |
| ---- | -------------- | ---------------------------------------------------------- |
| 2016 | 11 de Dezembro | "Bermuda Triangle" (Zico com participação de Dean e Crush) |

### Music Bank
Music Bank é um programa de televisão musical sul-coreano transmitido pela Korean Broadcasting System (KBS).
| Ano  | Data       | Canção                                         |
| ---- | ---------- | ---------------------------------------------- |
| 2016 | 8 de Julho | "Starlight" (Taeyeon com participação de Dean) |